# فيرنون غرانت
فيرنون غرانت (بالإنجليزية: Vernon Grant)‏ (14 فبراير 1935، كامبريدج في الولايات المتحدة - 23 يوليو 2006، كامبريدج في الولايات المتحدة)؛، فنان، صحفي وروائي أمريكي.